# Николаевка (Альшеевский район)
Николаевка (баш. Николаевка) — деревня в Муниципальном районе Альшеевский район Республики Башкортостан России, относится к Абдрашитовскому сельсовету. 

## Население
| 2002 | 2009 | 2010 |
| ---- | ---- | ---- |
| 9    | ↘4   | ↘2   |

Согласно переписи 2002 года, преобладающие национальности — русские (45 %), башкиры (33 %).

## Географическое положение
Расстояние до:
- районного центра (Раевский): 33 км,
- центра сельсовета (Абдрашитово): 6 км,
- ближайшей железнодорожной станции (Раевка): 33 км.